# Sent Pèire de Latge
Sent Pèire de Latge (francès Saint-Pierre-de-Lages) és un municipi del departament francès de l'Alta Garona, a la regió d'Occitània.